# Dayıkazımlı
Dayıkazımlı è un comune dell'Azerbaigian situato nel distretto di Kürdəmir.